# Ерік IV (король Данії)
Ерік IV Плужний Грош (1216 — 10 серпня 1250) — король Данії (1241—1250). Представник династії Естрідсенів.

## Біографія
Народився у родині данського короля Вальдемара II і португальської інфанти Беренгарії, дочки португальського короля Саншу I. Після смерті старшого зведеного брата Вальдемара у 1215 році отримав герцогство Шлезвіг. 1323 року його було оголошено співволодарем батька.
У 1241 році по смерті Вальдемара II стає королем. Відразу розпочалася боротьба з братом Абелем, герцогом Шлезвігу, в якій Еріку IV вдалося здобути перемогу. Замирившися з братом, 1244 року король вирушив у хрестовий похід проти естів.
Згодом протистояння короля зі своїми братами поновилася. Політичні суперечності поглиблювалися фінансовими та економічними. У 1249 році для поповнення скарбниці Ерік IV впровадив новий податок: за кожен плуг селянин повинен сплачувати пенінг. Це викликало невдоволення й повстання у провінції Сконе. Проти короля також виступили деякі єпископи та магнати.
Втім зрештою Еріку IV вдалося приборкати селян та магнатів, домовитися із церквою, перемогти брата Абеля, головного законопорушника. Але 10 серпня 1250 року короля було підступно вбито біля замку Готторф. За деякими відомостями за цим стояв Абель.

## Родина
Дружина — Юта Асканія, дочка Альбрехта I, герцога Саксонії
Діти:
- Канут
- Хрістофер
- Софія (1241—1286), дружина Вальдемара I, короля Швеції
- Інгеборга (1244—1287), дружина Магнуса VI, короля Норвегії
- Юта (1246—1284), абатиса
- Агнес